# Летопись УПА
«Летопись УПА» — серия книг (а также название издательства) выпущена первоначально (с 1970-х годов) в Канаде, а после обретения Украиной независимости — на ее территории, где публикуются документы и отчёты по истории Украинской повстанческой армии и вооружённого подполья ОУН-Б.
Всего было опубликовано 67 книг в двух сериях, не считая других книг, связанных с этой темой. Их публикация была инициирована Объединением бывших воинов УПА США и Канады и Обществом бывших воинов УПА им. генерала Тараса Чупринки США и Канады.

## Серии «Летописи»

### 1-я серия
Первая серия («Канадская», «Главная») насчитывала 46 томов.
Основана на документах, которые передали на запад эмигрировавшие бойцы УПА. Большинство из них взяты из архива УГВР (Украинского Главного освободительного совета). Исключение составляют три тома немецких документов, один том польских и советских, и один том документов Кирилла Осьмака, председателя УГВР. Последние три тома — 43, 44 и 46  — были отредактированы на основе скрытого архива, выкопанного в 2004 году в селе Озерное Тернопольской области. Второй организацией, которая имела наибольшее количество документов, была ЗЧ ОУН, однако по разным причинам Летопись УПА имела доступ только к отдельным документам из этой коллекции. Также попытки наладить сотрудничество с Тарасом Боровцом и ОУН-М не увенчались успехом.

### 2-я серия
Вторая серия (новая, Киев, запущена в 1995 году) насчитывает 13 томов (следующие находятся в стадии подготовки). Она публикует только документы, в основном находящиеся в архивах ЦК КПУ (CDAHOU), Октябрьской революции (CDAWOU) и КГБ, а также в периферийных архивах.

### 3-я серия
Третья серия — «Библиотека» (запущена в 2000 году) представляет анализы и воспоминания бывших бойцов УПА, хотя воспоминания были и во второй серии. В рамках этой серии 9 книг были выпущены до 2007 года.

## Тематика
Большое внимание на Волыни было уделено Волыни — ему посвящены тома 1, 2, 5, 27 первой серии, 1, 2, 8, 11 второй серии и 1, 7 серии «Библиотеки».
Тома 6, 7 и 21-й первой серии содержат немецкие документы об украинском сопротивлении в районе Волыни. Тома 2-8 второй серии также связаны с Волынью и Полесьем. В целом материалы об УПА и обо всем военном подполье на Волыни включают 18 томов.
Второй регион, широко описанный в Летописи, — это Закерзония. Это было результатом как большого количества исторических материалов из этого региона, так и того факта, что основатели Летописи были в основном беженцами из Закерзонья. Документы из этого региона были включены в тома 13, 14, 16, 17, 22, 28-31, 33, 34, 37, 39 и 40 первой серии, а также в 2, 3 и 4 серии «Библиотеки» (всего 17 книг).
Документы из Подолья, в основном из Тернопольской области, были опубликованы в томах 11, 12, 43, 44 и 46 первой серии и частично в томах 3-8 второй серии.
Закарпатская область (Дрогобычская и Станиславовская земля) была посвящена томам 3, 4, 18 и 19 первой серии и тому 6 серии «Библиотека».

## Критика
По мнению историков Пера Андерса Рудлинга и Ивана Качановского, Летопись УПА обходит или «отбеливает» неудобные проблемы в истории ОУН и УПА, такие как массовые убийства и этнические чистки на Волыни, а также ультраправую идеологию ОУН. По словам Юрия Киричука, документы в Летописи отобраны, чтобы показать УПА лишь в позитивном свете. С другой стороны, польский историк Гжегож Мотыка, положительно оценил часть томов Летописи, изданных в 1995-2000 гг., обращая внимание на опубликованные в них документы.